# Bušatlija
Bušatlije su velikaška obitelj iz Bosne i Hercegovine, podrijetlom s prostora današnje sjeverne Albanije.
Slabljenjem Osmanskog Carstva dovelo je do stvaranja gotovo nezavisnih državica pod vlašću domaćih poturčenih velikaša iz obitelji Bušatlija (sa sjedištem u Skadru) i Tepeleni (sa sjedištem u Janini). Nakon pogibija njihovih najistaknutijih predstavnika Ali-paše Janinskog (1822.) i Mehmed-paše Bušatlije (1831.), središnja vlast pokušala je neuspjelo provesti reforme i učvrstiti svoj utjecaj, ali je to bilo ometano mnogobrojnim i dugotrajnim bunama (1831. – 1837.,1840. – 1843., 1855. – 1869.). Usporedno je tekao i proces nacionalnog osvješćivanja Albanaca, te su udrugoj polovici 19. stoljeća prvi put istaknuti i zahtjevi za stvaranjem neovisne albanske države.
U Bosnu i Hercegovinu stigli su tijekom migracija stanovništva u Osmanskom Carstvu. Preci su imali begovsko podrijetlo. Dolaskom na prostore današnje BiH postali su livanjski begovi i vlasnici mnogobrojnih posjeda. Najpoznatiji im je posjet Buško blato sa svojim okrajcima i tisućama četvornih metara, oduzetih agrarnim reformama, eksproprijacijama, nacionalizacijama i inim legalnim i ilegalnim načinima otimanja.
Obitelj je dala poznate pripadnike osmanskog vojskovođu Mahmut-pašu Bušatliju, narodnog heroja Mahmuta Bušatliju, liječnika primarijusa Asima Bušatliju, geomorfologa i akademika AZU BIH Ibrahima Bušatliju te Mirsada Bušatliju, profesora povijesti te bivšeg ministra obrazovanja, kulture i sporta Središnje Bosne. Jedan od poznatijih pripadnika je Mahmut-beg Bušatlija koji se suprotstavio austro-ugarskom zaposjedanju Bosne i Hercegovine 1878. godine. Tad je oko 80 članova njegove obitelji Mahmut-bega Bušatlije raseljeno i opljačkano. Rođaci su ostali na prostorima Bugojna i Donjeg Vakufa. Ibrahim-beg Bušatlija je otišao u Vitinu gdje je kupio zemljište za potrebe svoje obitelji i tu se naselio. Odatle potječe mala enklava muslimana u zapadnoj Hercegovini. Mati je jednog od najpoznatijih teatrologa i reditelja na prostorima bivše Jugoslavije Gorčina Stojanovića, direktora Jugoslavenskog dramskog kazališta također iz obitelji Bušatlija, Emina (Minka) Bušatlija-Stojanović.